# Sint-Michielskerk (Beisem)

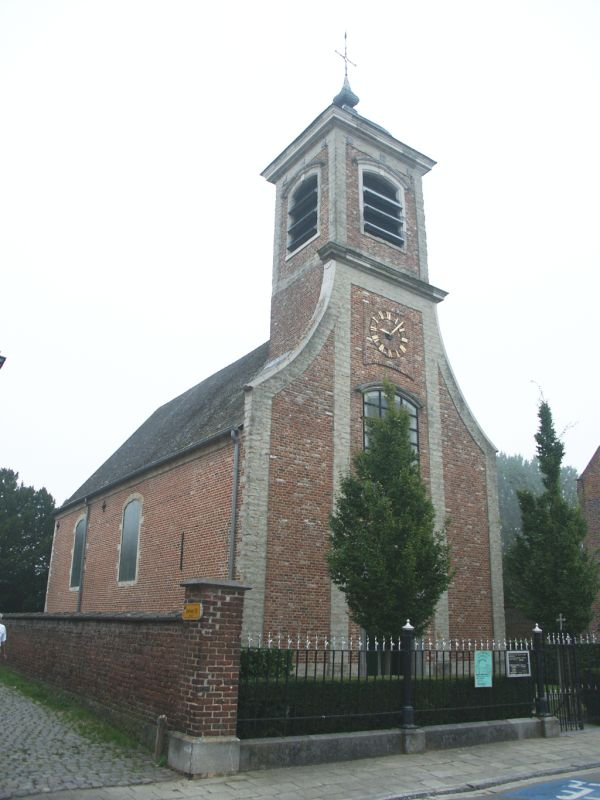
Sint-Michielskerk

De Sint-Michielskerk is de parochiekerk van de tot de Vlaams-Brabantse gemeente Herent behorende plaats Beisem, gelegen aan de Kerkstraat 5.
Het betreft een kerkgebouw in classicistische stijl, gebouwd in 1762. Voordien was er een andere kerk die op de Bovenberg stond. Het torentje boven de voorgevel heeft een klokvormig dak. Het portaal, evenals het stucwerk in het interieur, is in Lodewijk XV-stijl.
De kerk bezit enkele schilderijen zoals de Kruisafneming van omstreeks 1700. De twee portiekzijaltaren zijn in Lodewijk XV-stijl. Het gotisch doopvont is 16e-eeuws. Er is een grafkruis in barokstijl uit de 17e eeuw.